# Мартиняко
Мартиня̀ко (на италиански: Martignacco; на фриулски: Martignà, Мартиня) е градче и община в Северна Италия, провинция Удине, автономен регион Фриули-Венеция Джулия. Разположено е на 148 m надморска височина. Населението на общината е 6796 души (към 2010 г.).